# Acacesia cornigera
Acacesia cornigera är en spindelart som beskrevs av Alexander Petrunkevitch 1925. Acacesia cornigera ingår i släktet Acacesia och familjen hjulspindlar. Inga underarter finns listade i Catalogue of Life.